# Conselho Estadual de Educação da Bahia
O Conselho Estadual de Educação da Bahia (CEE) é um órgão colegiado integrante da estrutura administrativa da Secretaria Estadual de Educação (SEC) da Bahia. Foi criado pela Lei Provincial n. 172 de 25 de Maio de 1842, originalmente como Conselho de Instrução Pública, e atualmente se encontra regulamentado pela Lei estadual nº 7.308, de 02 de fevereiro de 1998, o qual reorganizou o Conselho Estadual de Educação da Bahia.

## Finalidade e atribuições
O CEE é órgão colegiado que possui atribuições deliberativas e fiscalizatórias que busca oportunizar a participação social e cidadã na gestão das instituições públicas de educação na Bahia. Ele possui como finalidade a disciplina das atividades do ensino público e privado no estado da Bahia, assumindo as funções normativas, deliberativas, fiscalizadoras e consultivas. Ademais, o CEE-BA também credencia instituições educacionais, autoriza o funcionamento de cursos, reconhece cursos superiores oferecidos pelas universidades estaduais (UNEB, UEFS, UESC e UESB), viabiliza a regularização da vida escolar, apura denúncias envolvendo os estabelecimentos de ensino e fornece orientações, dentre outras atividades.

## Composição
O CEE é um órgão colegiado que integra formalmente a estrutura governamental da administração direta, como é a característica de todos os órgãos colegiados, porém que possui uma composição paritária é mista, sendo formado por 24 conselheiros, os quais são eleitos pelos segmentos sociais representados ou nomeados pelos representantes de entidades governamentais.

### Órgãos fraccionários
O CEE se subdivide nas seguintes câmaras e comissões que compõem os órgãos fraccionários do colegiado:
- Câmara de Educação Básica;
- Câmara de Educação Profissional;
- Câmara de Educação Superior;
- Comissão de Avaliação;
- Comissão de Direito Educacional;
- Comissão de Jovens e Adultos.

### Administração
A Administração atual do CEE é composta pelos seguintes integrantes:
- Presidente: Paulo Gabriel S. Nacif[2];
- Vice-presidente: Roberto Gondim Pires.